# Ljushårig fjällblomfluga
Ljushårig fjällblomfluga (Chrysosyrphus niger) är en tvåvingeart som först beskrevs av Zetterstedt 1843.  Ljushårig fjällblomfluga ingår i släktet fjällblomflugor, och familjen blomflugor. Arten är reproducerande i Sverige.